# Leiocapitella atlantica
Leiocapitella atlantica är en ringmaskart som beskrevs av Hartman 1965. Leiocapitella atlantica ingår i släktet Leiocapitella och familjen Capitellidae. Inga underarter finns listade i Catalogue of Life.